# 比爾·白思豪

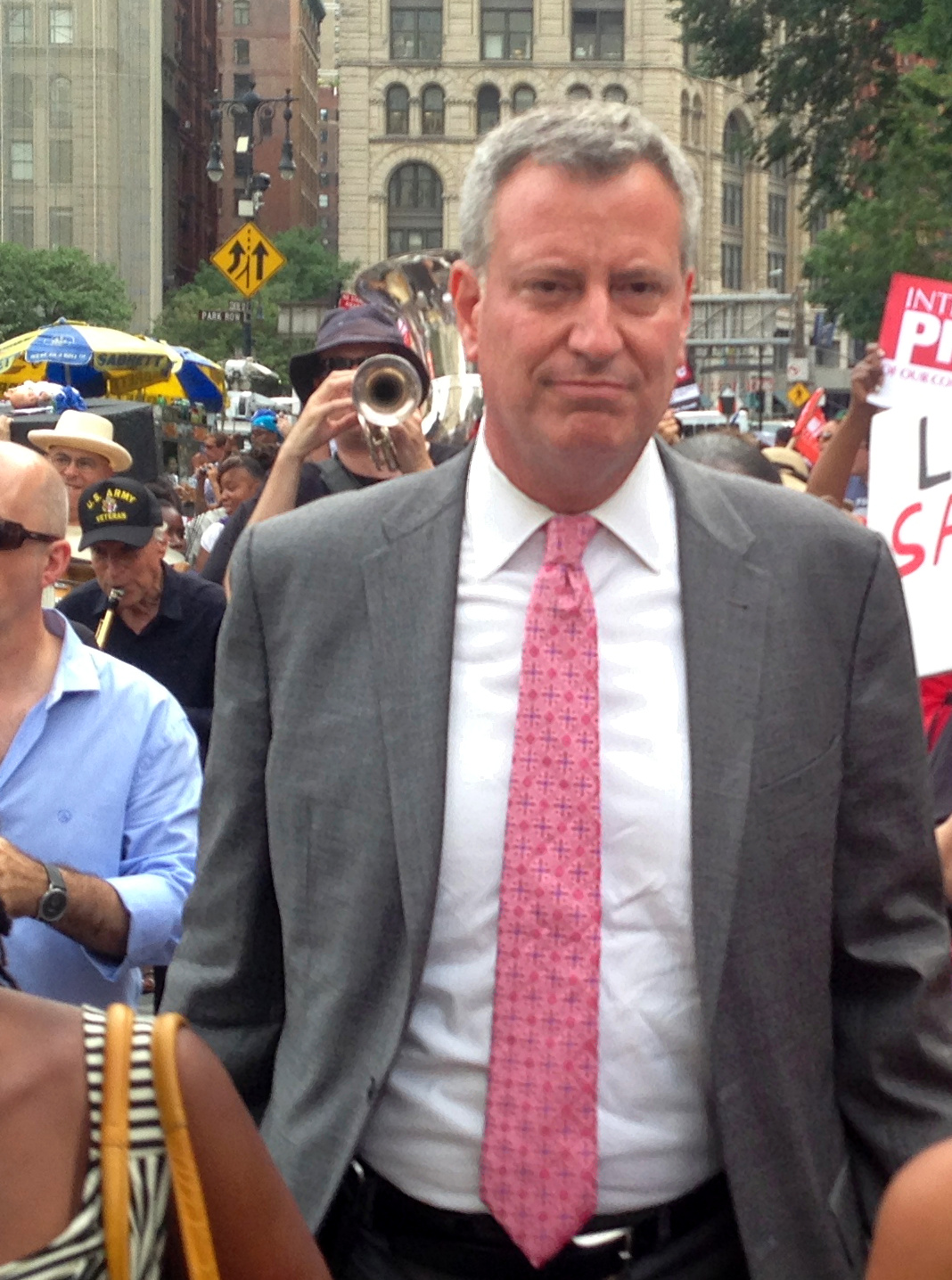
比爾·白思豪，2013年

比爾·白思豪（英語：Bill de Blasio，1961年5月8日—），美国民主黨籍政治人物。本名小華倫·威廉（Warren Wilhelm Jr.），後改從母系改姓白思豪（Warren de Blasio-Wilhelm）。曾擔任紐約市公共議政員等多項公職，2013年11月5日當選紐約市市長。

## 生平
父親為德意志裔，母為意大利裔，生於美國紐約市曼哈頓區。學士就读于纽约大学，主修都會研究，后来获得哥伦比亚大学国际公共事务学院國際關係硕士学位。
1994年他与非裔作家、诗人Chirlane McCray结婚，育有Dante与Chiara两名子女。
2002年1月至2009年年底担任纽约市议会议员。2010年1月担任纽约市公共议政员（Public Advocate）。
2013年11月5日，获得73.7%的支持率，击败来自共和党的Joe Lhota當選紐約市長，成为近20年来首位民主党籍纽约市长，終結共和黨對紐約市20年主政，接替任職長達12年的億萬富翁米高·彭博。這次選舉中，白思豪提出的改革政見包括：改革警察攔截搜身制度、增課前1%富人稅、延續前任市長彭博禁售大杯含糖飲料、收租限制、特許學校增長、實施凍結房租政策、增加20萬戶平價住宅等。
2017年11月7日，白思豪以66.5%得票率連任成功，成為艾德·柯屈以來第一位連任的民主黨籍紐約市長。
2019年5月16日，白思豪宣布参加2020年美國總統選舉的民主黨初選，然而白思豪忙於總統選舉怠於市政而引發批評，且其民调支持率难以突破1%，甚至未获资格参与9月民主党总统初选电视辩论会；9月20日，白思豪宣布退選。

## 爭議
2014年初，白思豪在剛上任紐約市長兩週時，他在知名披薩餐廳被記者拍到用刀叉（而不是用手）吃披薩，引起紐約市民強烈不滿，有新聞甚至以「叉子門」（Forkgate）稱之。紐約的披薩世界知名，市民都是用手拿著，對折後直接吃。對此，祖先來自義大利的白思豪說，他用的是他的義大利祖先原本的吃法。網友一片罵聲，諸如「裝模作樣的上流社會吃法」、「羅馬皇帝的餐桌禮儀」，政治評論員喬恩·史都華說白思豪當的是紐約市長，不是義大利的市長，而且他應該要代表中產階級，不應該學川普吃披薩的方式。2011年時莎拉·裴琳和唐納·川普也曾犯過同樣的錯誤而遭抨擊。

## 戲劇
- 2014年《「法」妻》－客串飾演本人（比爾·白思豪）。